# Volunia
Volunia es un motor de búsqueda en web desarrollado por Massimo Marchiori. Su lanzamiento para usuarios invitados se ha realizado el 6 de febrero de 2012. Volunia es un buscador que trabaja sobre Análisis de enlaces
Se trata de un motor de búsquedas completamente diferente y útil para la gente, como indica el mismo desarrollador, aunque de momento nos queda esperar a finales de este año para ponerlo a prueba o solicitar una invitación como usuario avanzado en su página de entrada, lo cual indica lo siguiente:
Ventajas de los Usuarios Avanzados:
– Estreno mundial, con acceso exclusivo a VOLUNIA.
– Canal de feedback directo con el equipo de VOLUNIA.
– Información exclusiva sobre los próximos pasos de VOLUNIA.
– Pases extra para amigos.